# برلمان جبل طارق
برلمان جبل طارق (بالإنجليزية: Gibraltar Parliament)‏ هو الهيئة التشريعية في جبل طارق، تأسس في 2006، ويتكون من 17 مقعداً، يقع المقر الرئيسي له في جبل طارق.

## مبنى البرلمان
يقع البرلمان في مبنى يطل على الشارع الرئيسي وساحة جون ماكينتوش. شيد في عام 1817 وكان سابقًا بمثابة مكتبة التبادل والمكتبة التجارية. في عام 1951 جدد المبنى لاستضافة المجلس التشريعي. بموجب دستور عام 1969 أنشئ مجلس النواب ليحل محل المجلس التشريعي. افتتحت الجلسة الأولى لمجلس النواب في 28 أغسطس 1969 من قبل الحاكم آنذاك، أميرال الأسطول السير فاريل بيج.